# QST
QST – magazyn dla entuzjastów krótkofalarstwa wydawany przez amerykański związek krótkofalowców – American Radio Relay League (ARRL) dla swoich członków.
Nazwa pochodzi od skrótu radiowego kodu Q, który oznacza „wiadomość dla wszystkich krótkofalowców”.
Magazyn po raz pierwszy rozprowadzony został w grudniu 1915, ale publikacja była chwilowo zawieszona we wrześniu 1917 – w kwietniu 1917 Stany Zjednoczone, przystępując do I wojny światowej zakazały całkowicie działalności krótkofalarskiej i większość prenumeratorów magazynu wstąpiła do służby wojskowej. Zakaz pracy krótkofalowców został uchylony po zakończeniu wojny i QST powrócił na początku czerwca 1919.
Podczas II wojny światowej wydawano go nadal wbrew zakazowi rządu amerykańskiego. Podczas obu wojen amatorzy byli bardzo użyteczni jako wojskowi radiooperatorzy.
Dzisiaj QST proponuje różne projekty dla miłośników radia, zdjęcia, artykuły, rubryki i informacje dotyczące spraw ARRL.
We wrześniu 2018 roku, QST poświęciło okładkę i dwie strony polskiej sieci łączności kryzysowej. Na okładce znalazł się Mikołaj Majchrzyk SP5ME.